# Vida Jeraj
Vida Jeraj (s pravim imenom Franica Vovk), slovenska pesnica, * 31. marec 1875, Bled, † 1. maj 1932, Ljubljana.

## Življenje
Oče je bil France Vovk (po rodu iz Vrbe na Gorenjskem) Prešernov nečak, mati Neža (rojena Poznik) pa iz Krope. Preživela je nesrečno, razseljeno  otroštvo, ki jo je zaznamovalo za vse življenje. Ljudsko šolo je obiskovala v rodnem Bledu in pri uršulinkah v Ljubljani. Leta 1887 je šolanje na ljudski šoli zaključila in se z materjo preselila v Wiener Neustadt - Dunajsko Novo mesto, kjer je nekaj časa živela pri stričevi družini. Tam je do leta 1891 obiskovala meščansko šolo Istega leta se je vrnila v Ljubljano in začela obiskovati ljubljansko učiteljišče, kjer je po štirih letih šolanje zaključila z odliko. Po končanem šolanju leta 1895 se je zaposlila kot učiteljica v Zasipu pri Bledu, kasneje pa je službovala še v Ljubnem na Gorenjskem, vse do leta 1901, ko se je poročila z violinistom Karlom Jerajem, članom dunajske dvorne opere. Po končanem šolanju leta se je zaposlila kot pomožna učiteljica v Ljubnem na Gorenjskem. Od leta 1895  je službovala  v Zasipu pri Bledu, vse do leta 1901, ko se je poročila z violinistom Karlom Jerajem, članom dunajske dvorne opere. Preselila sta se na Dunaj in imela tri hčere in sina. Leta 1908 jima je sin umrl, česar Jerajeva vse življenje ni mogla preboleti. Leta 1919 se je z družino vrnila v Ljubljano. V dvajsetih in tridesetih letih je bila v slovenskem javnem prostoru skoraj pozabljena, sicer pa je tedaj zelo malo pisala za odrasle. Leta 1932 je na obletnico sinove smrti naredila samomor.
Vse življenje je bila vitalen del slovenske moderne. Z njimi se je družila, že ko je službovala v Zasipu. Posebno tesno je prijateljevala z Josipom Murnom - Aleksandrovim, ki je tudi najbolj vplival na njeno pesniško ustvarjanje. Imela je ljubezensko zvezo z Ivanom Prijateljem.Na Dunaju se je prijateljsko zbližala z Ivanom Cankarjem. Skupaj z možem je organizirala neke vrste umetniški salon, kamor so zahajali na Dunaju živeči slovenski umetniki in študenti, med njimi Ivan Cankar, Oton Župančič in Ivan Prijatelj. Vse življenje je bila tvorno povezana s sestrično Franjo Trojanšek (Zorano), gluhonemo pesnico iz Kamnika.
Njene tri hčere so sledile umetniški poti staršev. Najstarejša Vida Jeraj, poročena Hribar, je postala violinistka, kasneje znana slovenska pisateljica, Marija Mara Jeraj, poročena Kralj, je postala slikarka, ilustratorka in oblikovalka lutk, najmlajša od hčera Karola Oli Jeraj pa čelistka.

## Delo
Delo učiteljice je opravljala od leta 1885 do leta 1901, v tem obdobju se je posvečala predvsem poeziji. Začela je objavljati svoje pesmi pod različnimi psevdonimi: Radica Bleška, Viola, Zora in Vida. 
Prve njene pesmi so bile objavljene v dijaškem mesečniku Vesna, pozneje pa še v Slovenki, kjer je objavila kar 41 pesmi. V krogu ustvarjalk okrog tržaške Slovenke je tudi izoblikovala svojo poetiko. Bila je najbolj nadarjena pesnica med njimi. Od leta 1897 je svoje pesmi objavljala v Ljubljanskem zvonu, Vrtcu, Zvončku, Angeljčku, Domačem prijatelju in Ženskem svetu.
Ustvarila je otroško igrico v verzih Desetnica (1919), ki jo je kasneje uglasbil njen mož Karel Jeraj.  Vida Jeraj se je poistovetila s postavo lepe Vide iz istoimenske ljudske pesmi, saj ji je zgodba utelešala hrepenjenje in tragični konec tega hrepenenja, to pa je bil tudi lok, ki ga lahko sledimo v njeni poeziji in tudi življenju. Tako kot vsi modernisti je izhajala v ritmu  in slogu – posebno v otroških pesmih – iz ljudskih pesmi. Vida Jeraj je prva resnična lirska pesnica na Slovenskem. Za njen opus je značilna razpetost  med modernim izrazom in ujetostjo v kanon ljudske pesmi. V izpovednih pesmih je tematizirala osebno doživljanje in zapisovala drobne vzgibe v lastni notranjosti. Pisala je impresionistične pesmi s tematiko narave, ljubezenske pesmi in pesmi o smrti. Doživetje pokrajine lirski subjekt okrepi z religioznimi občutki. Pesmi so kratke, jasno izpovedne, večinoma v jamskem in trohejskem ritmu. Posebno doživete so ljubezenske pesmi avtobiografskega značaja, v katerih upodobi ljubezenski dialog od prvih sramežljivih začetkov do končnega razhoda. Njene opisne, razpoloženjske in ljubezenske pesmi so blizu dekadenci in simbolizmu. Pesmi o smrti že prehajajo v dekadentno občutenje. Najdaljša pesem s temo smrti je cikel Mrtvemu pesniku Aleksandrovu I, II, ki jo je leta 1901 – takoj po Murnovi smrti i – objavila v Ljubljanskem zvonu. 
Leta 1908 je izdala svojo prvo zbirko Pesmi, ki je imela v Sloveniji negativno recepcijo, kar jo je zelo prizadela, posebno ker je nekaj mesecev pred tem doživela tudi osebno tragedijo – sinovo smrt. Njena druga zbirka pesmi Iz Ljubljane čez poljane je izšla leta 1921 in je namenjena predvsem otrokom. Njeno drugo zbirko pesmi za odrasle je nekaj let po njeni smrti leta 1935 uredila Marja Boršnik z naslovom Izbrano delo. Opremila jo je tudi z obsežno študijo o njenem življenju in delu.

## Vplivi
Na njeno poezijo so vplivali tako domači kot evropski ustvarjalci. Prevajala je tudi rusko literaturo. Na začetku svoje kariere je sodelovala  z Antonom Aškercem, ki jo je neuspešno usmerjal v realizem in epsko pesem, modernisti pa v osebno izpoved.
Poleg poezije je pisala tudi epigrame. Z možem Karlom Jerajem sta ustvarila tudi vrsto skladb za zbore in soliste.

### Poezija
- Zbirka: Pesmi. Ljubljana: L. Schwentner, 1908. (COBISS)
- Zbirka pesmi za otroke: Iz Ljubljane čez poljane. Ljubljana: Slovenska matica, 1921. (COBISS)
- Zbirka Izbrano delo Vide Jeraj. Ljubljana. Ženska založba Belo-modre knjižnice. Uredila Marja Boršnik, 1935.

### Notno gradivo - besedila
- Nocturno (1900); skladatelj: Karol Hoffmeister; pisec besedila za pesmi: Vida Jeraj
- Dneva nam pripelji žar, sirotina pesem, mešan zbor (1901); skladatelj: Karel Javoršek; pisec besedila za pesmi: Simon Gregorčič, Vida Jeraj
- Otroške pesmi (1907); skladatelj: Emil Adamič; pisec besedila za pesmi: Vida Jeraj (COBISS)
- Vasovavci (1912); skladatelj: Adolf Gröbming; pisec besedila za pesmi: Vida Jeraj
- Ne vprašuj me -- pesem za sopran in klavir (1914); skladatelj: Karel Jeraj; pisec besedila za pesmi: Vida Jeraj
- Kaj mi krajšalo je čase (1914); skladatelj: Karel Jeraj; pisec besedila za pesmi: Vida Jeraj
- Jesenska pesem pesem za srednji glas in klavir (1914); skladatelj: Karel Jeraj; pisec besedila za pesmi: Vida Jeraj